# Municipio de Burris Fork
El municipio de Burris Fork (en inglés: Burris Fork Township) es un municipio ubicado en el condado de Moniteau en el estado estadounidense de Misuri. En el año 2010 tenía una población de 700 habitantes y una densidad poblacional de 7,21 personas por km².

## Geografía
El municipio de Burris Fork se encuentra ubicado en las coordenadas 38°30′12″N 92°31′3″O / 38.50333, -92.51750. Según la Oficina del Censo de los Estados Unidos, el municipio tiene una superficie total de 97.1 km², de la cual 96,47 km² corresponden a tierra firme y (0,65 %) 0,63 km² es agua.

## Demografía
Según el censo de 2010, había 700 personas residiendo en el municipio de Burris Fork. La densidad de población era de 7,21 hab./km². De los 700 habitantes, el municipio de Burris Fork estaba compuesto por el 98,14 % blancos, el 0,57 % eran amerindios, el 0,43 % eran asiáticos, el 0,14 % eran de otras razas y el 0,71 % eran de una mezcla de razas. Del total de la población el 1 % eran hispanos o latinos de cualquier raza.